# Arboreto de la Universidad de California Campus de Davis
El Arboreto de la Universidad de California Campus de Davis en inglés: University of California, Davis, Arboretum es un arboreto con aproximadamente 100 acres (0.40 km²)() de extensión a lo largo de las orillas del arroyo Putah Creek, en la parte sur del campus de la Universidad de California, Davis en Davis, California.

## Localización
Las temperaturas en Davis a lo largo del año varían entre 14 y 118 °F (-10 a 48 °C), y el promedio anual de lluvia es de 19 pulgadas (483 mm).
University of California, Davis, Arboretum One Shields Avenue, Davis, Yolo county California CA95616–95618 United States of America-Estados Unidos
Planos y vistas satelitales.38°31′59.98″N 121°42′13.04″O / 38.5333278, -121.7036222
La entrada es gratuita y es visitable durante las horas de luz del día. 

## Historia
El arboreto fue creado en 1936, y contiene 3.5 millas (5.6 km) de senderos pavimentados
Alberga más de 4,000 variedades de plantas y árboles adaptados al clima Mediterráneo, con inviernos fríos y húmedos, y veranos calientes y secos, típico de la mayoría de California. 
El arboreto se utiliza para la investigación, tanto por los profesores de la UC Davis, los estudiantes y por otros.
El arboretum también apoya la enseñanza en la UC Davis, con cursos en diferentes disciplinas utilizando el arboretum todo el año.

## Colecciones
Las plantas en el Arboretum se disponen en los jardines que representan diferentes áreas geográficas, grupos de plantas, temas hortícolas, o por periodos históricos:
- El Arboretum Terrace es un jardín de exhibición de plantas del Valle Central de California.

- El Mary Wattis Brown Garden of California Native Plants en el que se incluyen plantas tolerantes a la sequía además de una serie de plantas raras y en peligro. Exhibe plantas de lilas silvestres de California (Ceanothus) y una plantación de tussocales nativos.

- El Ruth Risdon Storer Garden muestran plantas perennes de flor y pequeños arbustos que se pueden encontrar en los jardines domésticos del valle central.

- El Carolee Shields White Flower Garden es un jardín temático inspirado en los jardines medievales con vista de luna de la India y Japón. Con sus diseños de senderos curvilineos y gazebo cubierto de parras, este jardín es un lugar muy popular para bodas y otros eventos. Muchas de las plantas que aquí se encuentran son olorosas y sus pálidas flores son especialmente luminosas a la luz de la luna.

- Más de 80 especies y variedades de robles se encuentran en la colección Peter J. Shields Oak Grove, en los que se incluyen los robles nativos de la zona Oeste de Estados Unidos. Otras importantes colecciones son las de coníferas y acacias.

- La Mediterranean Collection exhibe plantas nativas de la cuenca del Mediterráneo, distribuidas alrededor de una laguna. Son de destacar en esta colección las hierbas medicinales y las de uso culinario. También muestran plantas procedentes de África del Sur, Australia, el suroeste de Estados Unidos, México, y Chile.

- El Redwood Memorial Grove es una de las mayores colecciones de Sequoia sempervirens, la Sequoia de costa, fuera de su área nativa de desarrollo. Otras plantas nativas que se incluyen son varias including several Valley oaks (Quercus lobata) de unos 200 años de edad, que se encuentran en la « California Foothill Collection ».

- La Desert Collection muestra cactus y suculentas además de palmas de abanico, mezquites, y otras plantas y arbustos del desierto.

- El Early California Garden representa a los jardines que existían durante el periodo de los ranchos, entre 1840-1860, cuando California formaba parte de México y plantas procedentes de Europa, Asia, y América Central fueron introducidas en los jardines californianos.

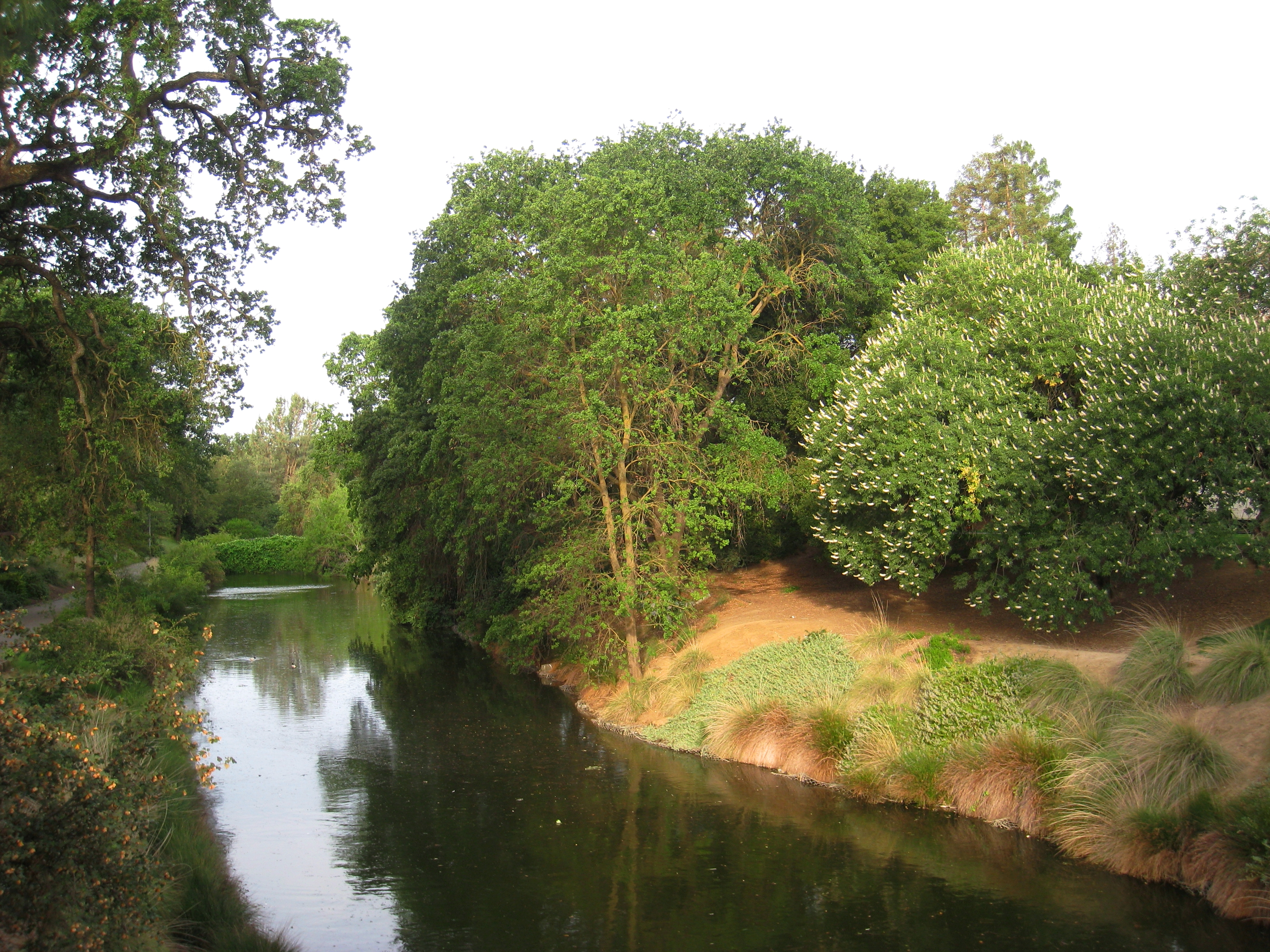
Vista general.
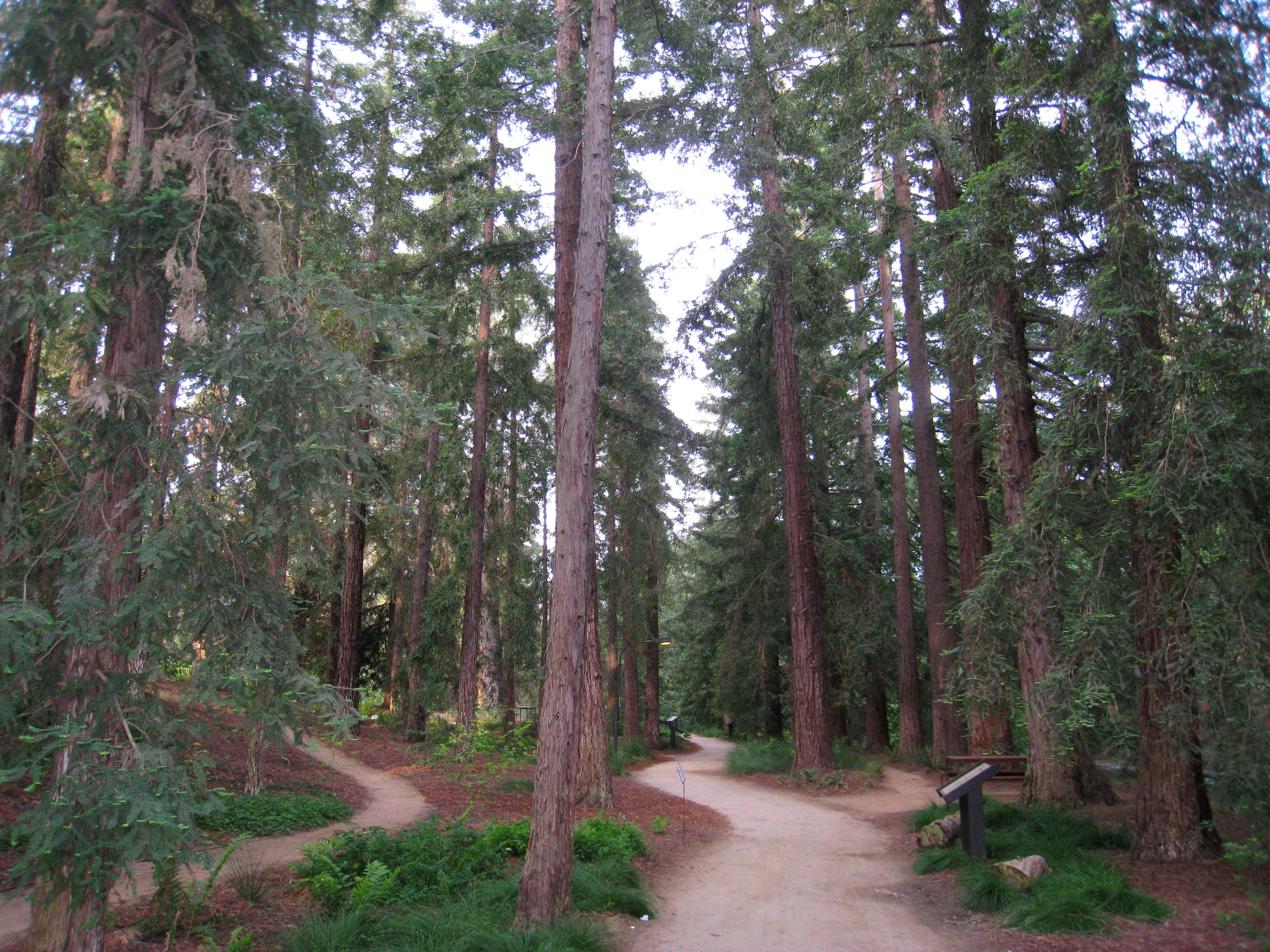
El bosque de Redwood.
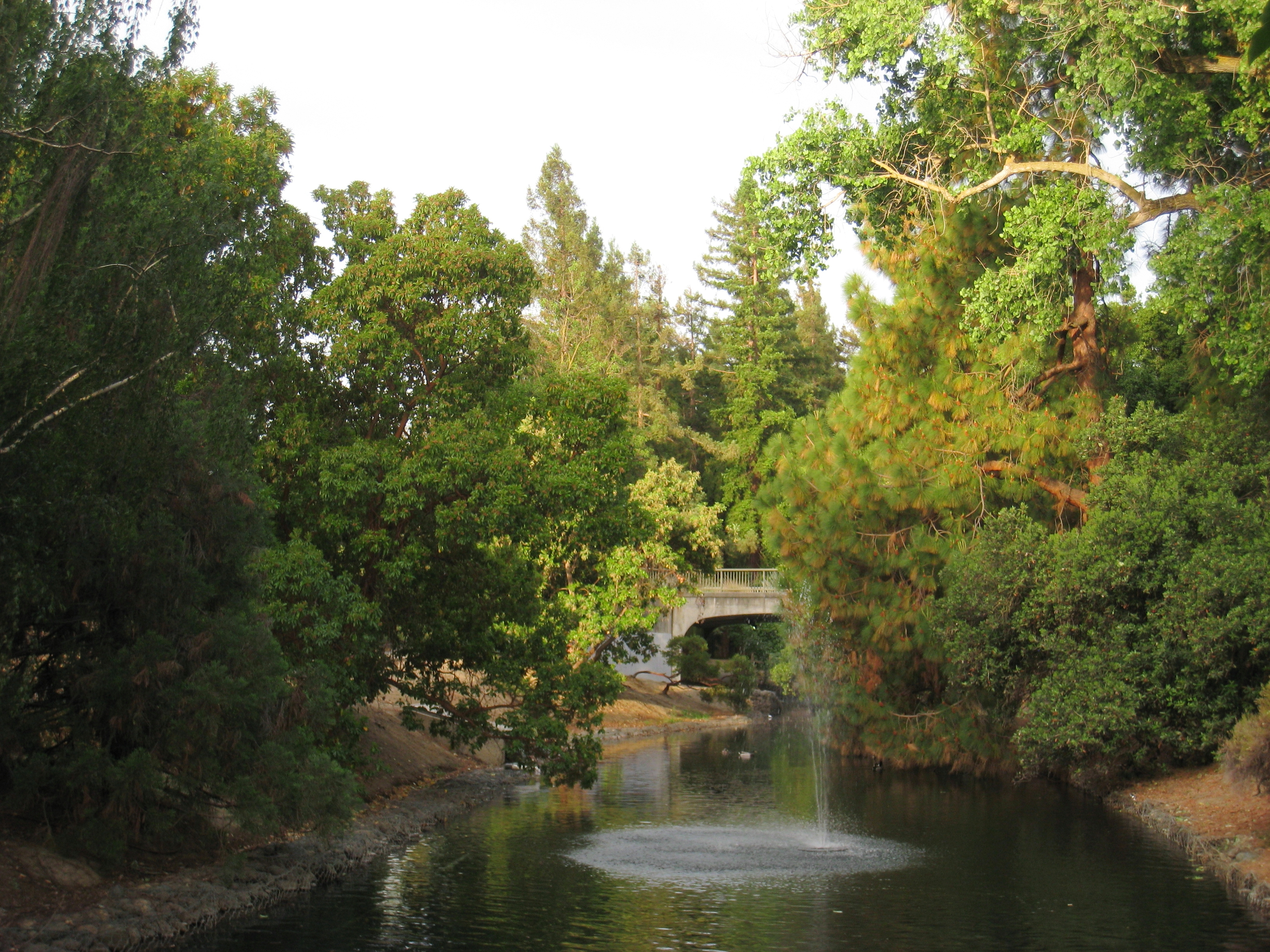
Fuente en el arboreto.
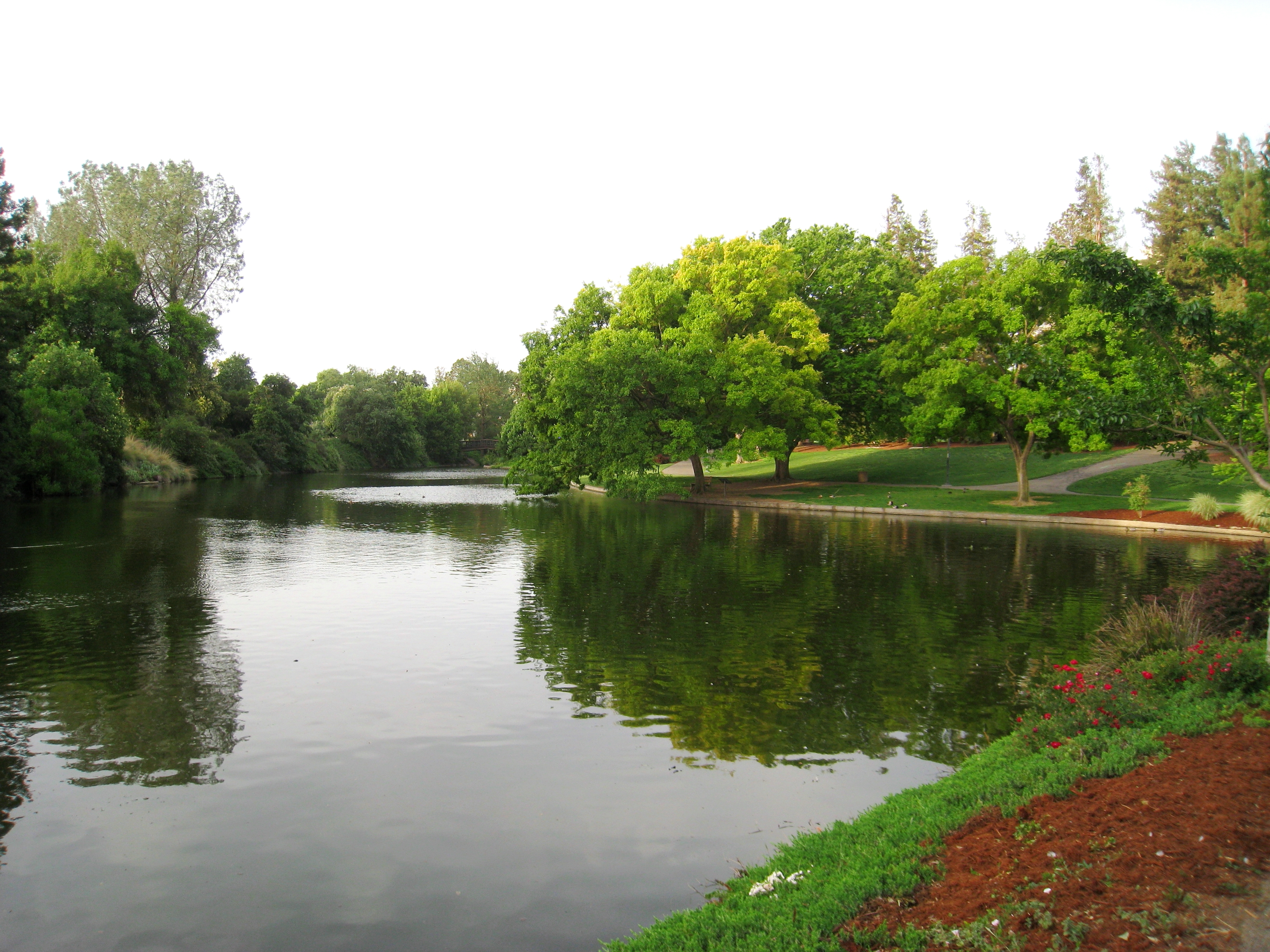
Vista del lago.